# Platypodanthera
Platypodanthera es un género botánico monotípico perteneciente a la familia Asteraceae. Su única especie: Platypodanthera melissifolia es originaria de Brasil, donde se encuentra en el Cerrado y la Caatinga, distribuidas por el nordeste en Paraíba, Pernambuco, Bahia y Alagoas.

## Descripción
Las plantas de este género sólo tienen disco (sin rayos florales) y los pétalos son de color blanco, ligeramente amarillento blanco, rosa o morado (nunca de un completo color amarillo).

## Taxonomía
Platypodanthera melissifolia fue descrita por  (DC.) R.M.King & H.Rob.  y publicado en Phytologia 24: 183. 1972.
Sinonimia
- Ageratum melissifolium DC.	basónimo
- Carelia melissifolia (DC.) Kuntze
- Chrysocoma pauciflora Vell.
- Eupatorium nudum Gardner
- Trichogonia melissifolia (DC.) Mattf[6]